# Namíbia hadereje
Namíbia hadereje a szárazföldi haderőből, a légierőből és a haditengerészetből áll.

## Fegyveres erők létszáma
- Aktív: 9500 fő

## Szárazföldi erők
Létszám
9000 fő
Állomány
- 6 gyalogos zászlóalj
- 1 támadó dandár
- 1 tüzér ezred

Felszerelés
- 12 db harckocsi
- 70 db páncélozott harcjármű
- 24 db tüzérségi löveg

## Légierő
Létszám
200 fő
Felszerelés
- 3 db harci repülőgép
- 4 db szállító repülőgép
- 5 db szállító helikopter

## Haditengerészet
Létszám
300 fő
Hadihajók
- 2 db hadihajó